# Dębinki (powiat nowodworski)
Dębinki – wieś sołecka w Polsce położona w województwie mazowieckim, w powiecie nowodworskim, w gminie Nasielsk.
W latach 1954–1961 wieś należała i była siedzibą władz gromady Dębinki, po jej zniesieniu w gromadzie Pieścirogi Stare. W latach 1975–1998 miejscowość należała administracyjnie do województwa ciechanowskiego.